# Petit Blongios
Botaurus exilis
Espèce
Répartition géographique
Statut de conservation UICN

 LC  : Préoccupation mineure
Le Petit Blongios (Botaurus exilis) est une espèce d'oiseaux aquatiques appartenant à la famille des Ardeidae.

## Description

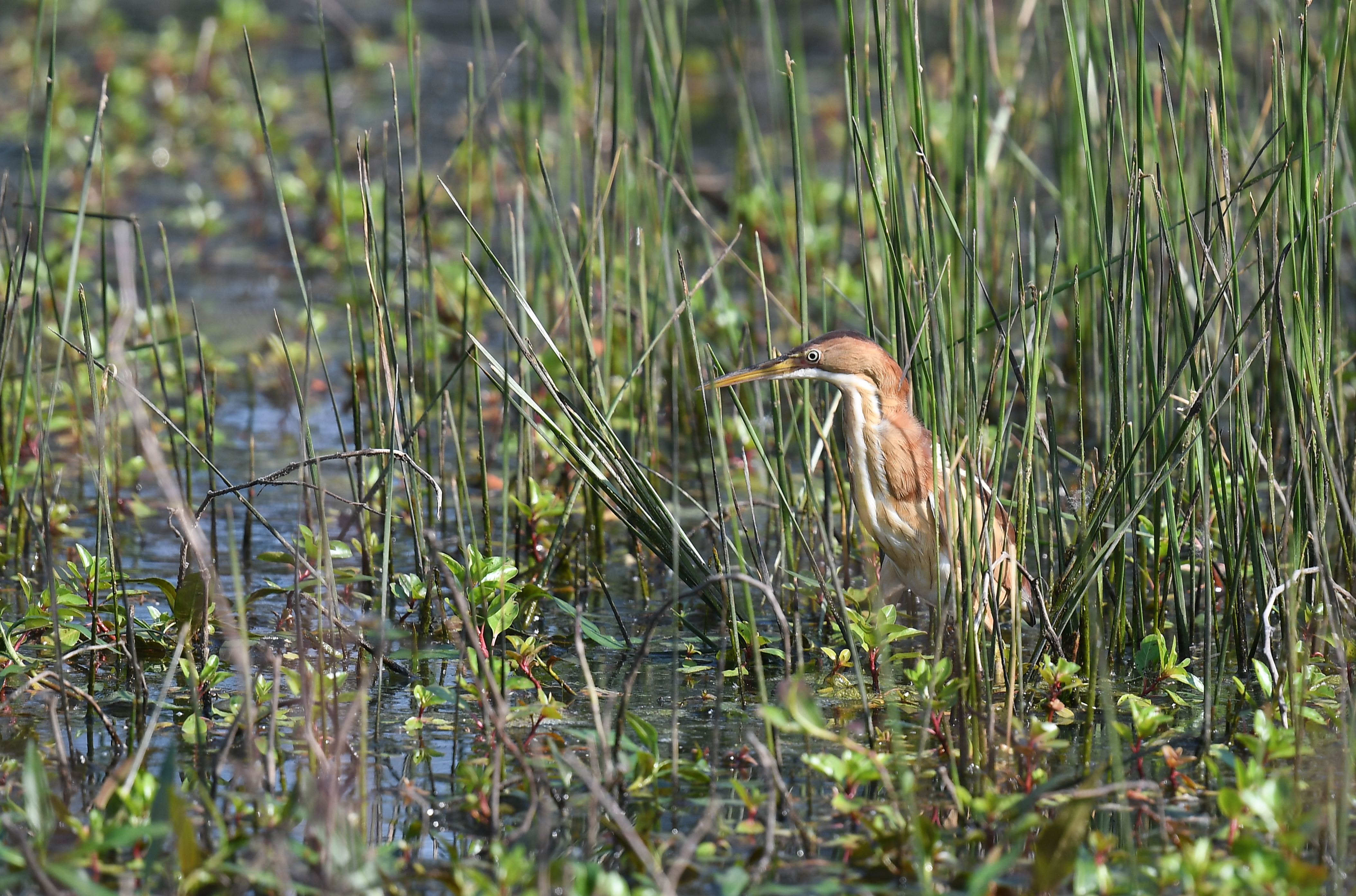
Une femelle.

Le ventre et la gorge de l'oiseau sont de couleur blanche avec des stries brun clair. La tête et le côté du cou sont brun clair. Les yeux sont jaunes. Le mâle adulte est noir vert brillant sur le dos et la couronne alors que la femelle adulte est brun brillant à ces endroits-là. En vol, les oiseaux montrent des parties brun clair sur les ailes.

## Reproduction
Ces oiseaux nichent dans les marais très touffus et denses en végétation du Sud du Canada jusqu'au Nord de l'Argentine. Le nid est une plateforme construite à partir de brindilles et autre végétation trouvée dans le marais. La femelle pond 4 à 5 œufs. Les deux parents nourrissent les petits avec de la nourriture régurgitée. Deux couvées peuvent avoir lieu en une saison.

## Migration
Ces oiseaux migrent en hiver (de l'hémisphère nord) du Nord vers les côtes sud des États-Unis et parfois encore plus au Sud. Ils se déplacent la nuit.

## Alimentation
Ils se nourrissent essentiellement de poissons et d'insectes qu'ils capturent par un mouvement rapide de leur bec tout en marchant entre les plantes du marais.

## Comportement
Ils préfèrent fuir à patte tout en restant cachés que de prendre leur envol.

### Voix
Ils émettent leur cris à la tombée de la nuit ou tôt le matin.

## Protection
Le nombre de ces oiseaux a diminué à certains endroits car leur habitat naturel a été détruit. Ils sont encore assez communs mais plus souvent entendus que vus.
Le Petit Blongios est protégé par la Loi sur la convention concernant les oiseaux migrateurs.

## Sous-espèces
Selon la classification de référence (version 14.1, 2024) de l'Union internationale des ornithologues il se répartit en six sous-espèces (ordre philogénique) :
- B. e. exilis (Gmelin, JF, 1789) — est de l'Amérique du Nord ;
- B. e. pullus Van Rossem, 1930 — nord-ouest du Mexique ;
- B. e. erythromelas (Vieillot, 1817) — de l'est du Panama à travers le nord de l'Amérique du Sud ;
- B. e. limoncochae Norton, DW, 1965 — est de l'Équateur ;
- B. e. bogotensis Chapman, 1914 — centre de la Colombie ;
- B. e. peruvianus Bond, J, 1955 — ouest du Pérou.